# Беорн
Беорн (др.-англ. Beorn) — в легендариуме Дж. Р. Р. Толкина человек, живущий в долинах Андуина и обладающий способностью превращаться в медведя, один из персонажей повести «Хоббит, или Туда и обратно». Во время похода гнома Торина и его спутников к Одинокой Горе Беорн принимает их в своём доме, а затем сражается в Битве Пяти Воинств, где его вмешательство обращает в бегство армию гоблинов. Впоследствии становится предводителем людей-северян, известных как беорнинги.
На образ персонажа оказали влияние скандинавская мифология и англосаксонский эпос. В частности, Беорн напоминает героя Бёдвара Бьярки и берсерков из исландских саг, а также Беовульфа из одноимённой древнеанглийской поэмы.

## Имя
Древнеанглийское слово beorn означает «медведь», но в англосаксонской поэзии часто использовалось как синоним слов «человек», «воин» или «вождь». Его эквивалентом является древнескандинавское слово bjorn («медведь»). Как отмечают переводчики М. Каменкович и В. Каррик в комментариях к «Хоббиту», «Толкин создаёт героя, который является одновременно и медведем, и человеком. В сущности, Беорн — это обретшее сказочную плоть и кровь старое слово. Этот приём очень характерен для лингвистически ориентированного творчества Толкина». Именем «Беорн» названы различные исторические и легендарные личности англосаксонского периода. Наиболее известным из них является Бьёрн (Беорн) Железнобокий, возглавивший вместе со своими братьями вторжение Великой языческой армии в Англию в 865 году. В «Книге утраченных сказаний», сборнике ранних произведений Толкина, этим именем назван дядя морехода Эриола.

## Характеристика
Согласно описанию, данному в «Хоббите», Беорн — очень высокий мускулистый человек с чёрными волосами и густой чёрной бородой. Одевается в шерстяную тунику, которая доходит до колен. В звериной форме он походит на огромного чёрного медведя. Беорн очень вспыльчив, имеет мало друзей и безжалостен к своим врагам, в частности к гоблинам. Он не ест мяса, а питается преимущественно мёдом и сливками. Беорн — единственный обладатель секрета приготовления особых медовых пирогов, которые могут храниться на протяжении длительного времени и очень питательны.
Беорн живёт один, в верхних долинах Андуина между Мглистыми горами и Лихолесьем. Его усадьба расположена в дубовой роще. Её окружают засеянные цветами поля, которые используются как пчелиные угодья. Оградой служит терновая изгородь, что, вероятно, является отсылкой к английскому и ирландскому фольклору, где терновник символизирует сверхъестественную природу местности и её жителей. Во дворе расположены несколько бревенчатых зданий (амбары, конюшни и сараи) и длинный низкий деревянный дом. Во владениях Беорна живут и прислуживают разумные животные, язык которых он понимает. К западу от его дома, на реке Андуин, расположена скала Каррок, в которой Беорн выбил ступени. Однажды ночью Гэндальф увидел его на вершине этой скалы. Беорн смотрел в сторону Мглистых гор и произнёс на медвежьем языке: «Придёт день, все они сгинут, и тогда я вернусь назад».

## Литературная биография
По словам Гэндальфа, происхождение Беорна точно не известно. Согласно одной версии, он — медведь, потомок больших медведей, которые жили в горах до прихода великанов. По другой версии, которую Гэндальф считал более правдоподобной, Беорн является человеком, а его предки жили в окрестных землях ещё до того, как туда прибыли драконы и гоблины.
20 июля 2941 года Третьей эпохи Бильбо Бэггинс вместе с гномами и Гэндальфом Серым, уйдя от погони гоблинов и варгов, нашли приют у Беорна. Услышав рассказ Гэндальфа о приключениях отряда в Мглистых горах и окрестностях, Беорн самолично удостоверился в его правдивости, поймав гоблина и варга и допросив их. После двух ночей, проведённых в его доме, Торин и его спутники продолжили путешествие. Беорн снабдил их провизией, подарил луки и одолжил гномам и хоббиту своих пони для перевозки поклажи (с условием отпустить их после прихода к границам Лихолесья), а Гэндальфу — коня, на котором тот отбыл на Белый Совет. После этого Беорн тайно сопровождал путников до края леса, обеспечивая им охрану.
Вслед за гибелью дракона Смауга Беорн принял участие в Битве Пяти Воинств у Эребора, где, выступая на стороне людей, эльфов и гномов, нанёс внезапный удар по личной гвардии командующего армией гоблинов Больга, сына Азога:

И тут, когда уже отчаяние овладело защитниками Горы, появился сам Беорн — никто не знал, откуда он взялся. Он пришёл один, в обличье медведя, такой свирепый, что казался громаднее обычного. Рёв его был громче грохота барабанов и пушек, он расшвырял волков и гоблинов направо и налево, точно пёрышки. Он напал на них с тыла и прорвался сквозь их заслон. Гномы всё ещё бились на круглом невысоком холме. Там Беорн остановился, подобрал Торина, пронзённого вражескими копьями, и вынес его из боя.

Потом быстро вернулся и с удвоенной яростью напал на врагов; никто не мог ему сопротивляться, никакое оружие его не брало. Он разметал гвардию Больга, повалил его самого и растоптал. Ужас охватил гоблинов, и они бросились врассыпную.— Толкин Дж. Р. Р. Глава 18. Обратный путь // Хоббит, или Туда и обратно / Пер. с англ. Н. Рахмановой — С. 241
Беорн сопровождал Бильбо и Гэндальфа на обратном пути до своего дома, где они гостили до весны. На праздник йоля Беорн пригласил множество гостей. После Битвы Пяти Воинств он стал правителем обширной области в долинах Андуина между Мглистыми горами и Лихолесьем. Его потомки — беорнинги — долго сохраняли способность превращения в медведя. Ко времени Войны Кольца беорнингами правил его сын Гримбеорн Старый. Несмотря на то, что пошлины за проход через их землю, по словам гнома Глоина, были высоки, потомки Беорна всё-таки хранили традиции своего гостеприимного предка и торговые пути в их владениях были совершенно безопасны — туда не смели вторгаться ни орки, ни волки. После падения Саурона беорнинги и лесовики получили в своё владение центральную часть Лихолесья, расположенную между королевством Трандуила на севере и государством Келеборна на юге.

## Создание и развитие
В черновиках повести персонаж Беорна именовался русским словом «Медведь» (Medwed). Такое же название первоначально имела одна из глав «Хоббита», впоследствии переименованная в «Небывалое пристанище». По мнению Дугласа Андерсона, об этом слове Толкин узнал из творчества своего друга Рэймонда Чэмберса, профессора английского языка в Университетском колледже Лондона. В исследовании, посвящённом историям о сыновьях медведей и их связи с «Беовульфом», Чэмберс коротко изложил сюжет русской сказки об Ивашко-Медведко, получеловеке-полумедведе. В набросках «Хоббита» имя «Медведко» было англизировано и приобрело форму «Medwed». Однако в заметках, написанных после составления главы «Медведь», Толкин отметил необходимость изменить имя и сделал это во время работы над предпоследней главой, при описании участия персонажа в Битве Пяти Воинств.
Упоминание о Гримбеорне и беорнингах в черновиках «Властелина Колец» впервые появляется при написании главы «Галадриэль» («Зеркало Галадриэли» в опубликованном романе). В раннем варианте повествования Келеборн предлагает членам Братства Кольца прекратить участие в походе, если они считают, что их действий было достаточно; он обещает помочь Гимли добраться до страны беорнингов. Впоследствии, когда стало очевидным, что никто из Братства не может исчезнуть из сюжета на этой стадии, Толкин переместил информацию о беорнингах в разговор Фродо и Глоина в Ривенделле.

## Литературная критика

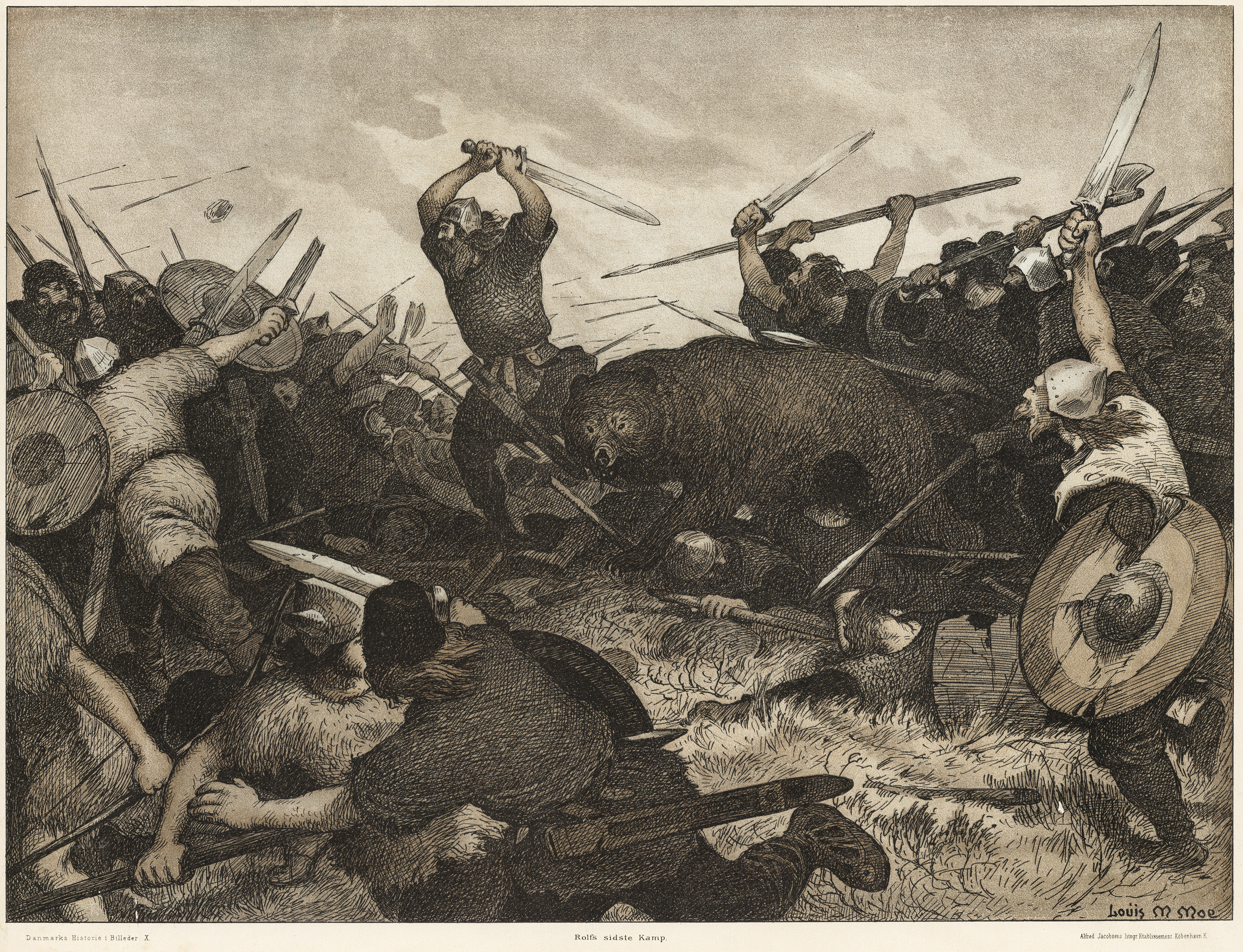
Бёдвар Бьярки сражается в медвежьем облике. Иллюстрация Луиса Му

В книге «Дорога в Средиземье» Том Шиппи характеризует Беорна, как «грубого и бесчувственного» персонажа, а позже поясняет:

Толкин на протяжении довольно большого отрезка повествования … на многих примерах исследует и живописует ту грубую, неотёсанную, нетерпимую, но и независимую манеру, которая так характерна для древнескандинавских героев … Нагляднее же всего подобное поведение демонстрирует Беорн.— Шиппи Т. А. Кольцо как «уравниватель» // Дорога в Средьземелье / Пер. с англ. М. Каменкович
Шиппи отмечает сходство Беорна со скандинавским героем Бёдваром Бьярки (др.-сканд. Bǫthvarr Bjarki — «воинственный медвежонок»). В «Саге о Хрольве Жердинке» рассказывается, как во время решающего сражения он поначалу сидит без движения, находясь в своего рода трансе, и на поле боя не появляется, в то время как его соратников в битве сопровождает огромный медведь, неуязвимый для стрел. Когда же Бёдвара будят, он идёт сражаться, но медведя с воинами теперь уже нет, и они терпят поражение. Дуглас Андерсон сравнивает Беорна с отцом Бёдвара, Бьёрном (др.-сканд. Bjorn), который из-за проклятия в дневное время становился медведем, а ночью возвращал себе человеческий облик. Автор «Истории „Хоббита“» Джон Рейтлифф также отмечает влияние братьев героя саги, Фроди и Торира: подобно Фроди, Беорн обладает необыкновенной силой и является отшельником, а впоследствии, как и Торир, становится правителем народа.

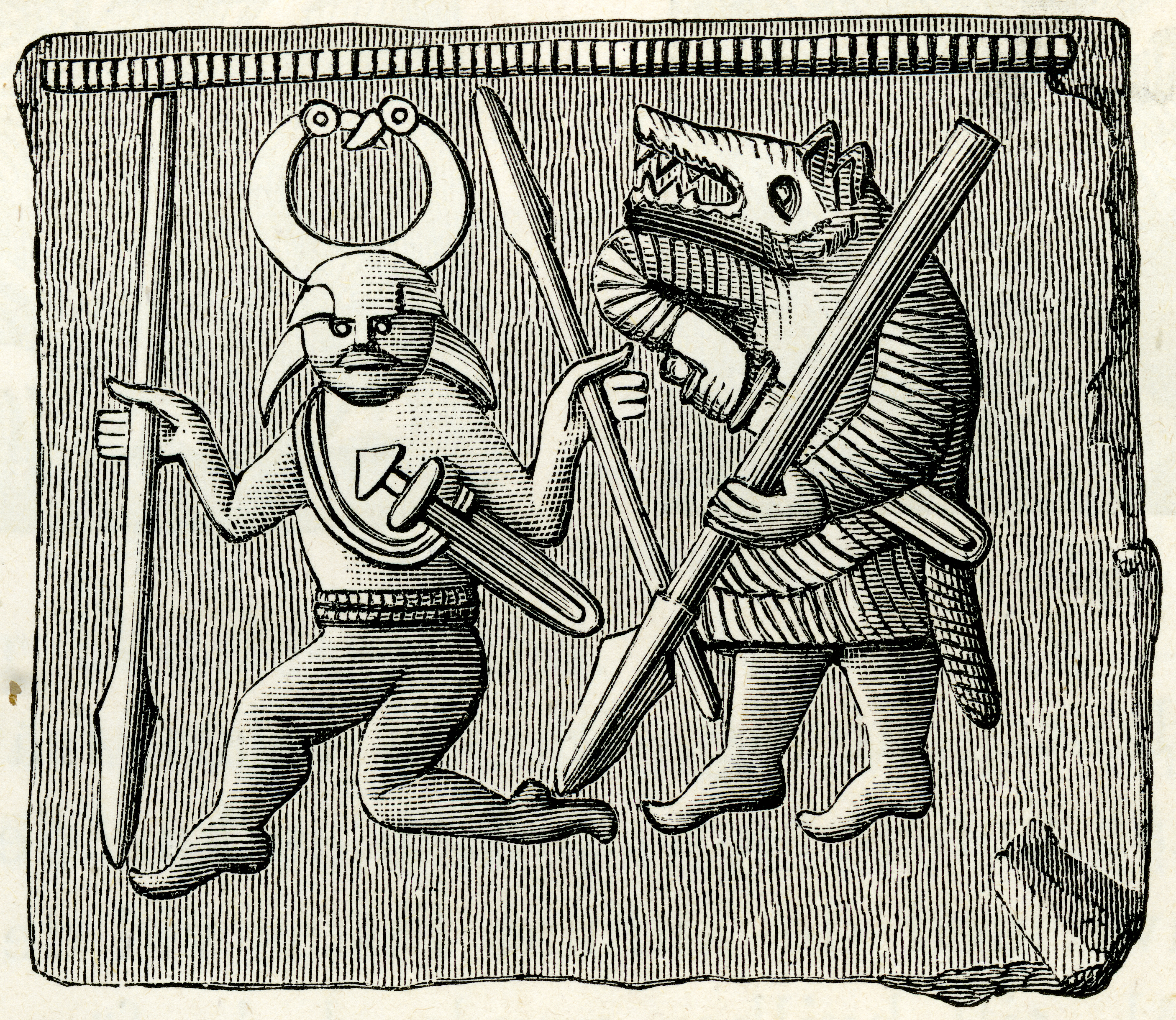
Изображение воина и берсерка (справа) с бронзовой пластинки Вендельского периода (Торслунда, Швеция)

Появление Беорна в Битве Пяти Воинств напоминает поведение берсерков — воинов, в сражении отличавшихся неистовостью и огромной силой. Другой общей чертой Беорна и берсерков является способность к изменению облика. В книге Гэндальф характеризует его как умеющего «менять шкуру» (англ. skin-changer), превращаясь в медведя. В скандинавской мифологии подобная способность приписывалась берсеркам, а само слово berserkr, по одной из версий, переводится как «медвежья шкура».
Исследователи также сравнивают Беорна с Беовульфом из одноимённой древнеанглийской поэмы, чьё имя переводится как «пчелиный волк», то есть «медведь». Сходство Беорна с ним проявляется в физической мощи — Беовульф «с медвежьей силой и неуклюжестью ломает мечи, отрывает руки, крушит рёбра». Он убивает знаменосца франков, раздавив его в своих объятьях, что напоминает «медвежью хватку». Оба персонажа предпочитают сражаться без оружия. Подобно Беовульфу, который продемонстрировал руку убитого им чудовища Гренделя в чертоге Хеорот, Беорн выставил возле своего дома голову гоблина и шкуру варга, которых он взял в плен и после допроса убил.
Дом Беорна построен по образцу германского медового зала, одним из примеров которого является Хеорот — дворец короля Хродгара в поэме «Беовульф»: продолговатый зал с расположенным в центральной части очагом, разделённый деревянными столбами. Это сходство заметно на иллюстрации «Зал Беорна», нарисованной Толкином для первого издания «Хоббита». Ранняя версия этого рисунка частично основана на изображении средневекового норвежского зала, опубликованного в книге Э. В. Гордона «Введение в древненорвежский язык» (1927).
По мнению Марджори Бёрнс, персонаж Беорна объединяет в себе порой противоположные характеристики воинственного викинга и мирного англичанина. Являясь свирепым воином, жестоко расправляющимся с врагами, он при этом не охотится, не употребляет в пищу мясо и содержит в порядке свои угодья. Цветочные поля и сад возле его усадьбы напоминают пейзажи английской сельской местности и Шира. Беорн сочетает в себе различные крайности, являясь одновременно «безжалостным и добрым, медведем и человеком, домоседом и странником, берсерком и пацифистом». Бёрнс сравнивает Беорна с Бертилаком де От-Дезерт, лордом из среднеанглийской поэмы XIV века «Сэр Гавейн и Зелёный Рыцарь», которую Толкин перевёл на современный английский язык: оба персонажа имеют внушительное телосложение, живут в дубовом лесу, расположенном в дикой местности вдали от цивилизации, и могут менять облик.
Джон Рейтлифф отмечает, что медведи также играют важную роль в других историях, сочинённых Толкином для детей: например, медведь Карху и его племянники Паксу и Валкотукка в «Письмах Рождественского Деда» или три медведя в «Мистере Блиссе».
Эпизод в «Письмах Рождественского Деда», где Карху сражается с гоблинами, напоминает участие Беорна в Битве Пяти Воинств. Идея слуг-животных, умеющих разговаривать с человеком, может происходить из цикла произведений Хью Лофтинга о докторе Дулиттле.
Некоторые исследователи видят в Беорне предшественника Тома Бомбадила, более развитого персонажа из романа «Властелин Колец». Оба героя обладают могуществом и таинственными способностями, происхождение которых автором не объясняется, и тесно связаны с природой. Они живут вблизи опасного леса и помогают героям, предоставляя им приют в своём доме и выручая в критический момент (благодаря Беорну люди, эльфы и гномы выигрывают битву, а Бомбадил спасает хоббитов в Могильниках).

## Образ Беорна в адаптациях
Беорн изображён на иллюстрациях Теда Несмита, Джона Хау, Михаила Беломлинского, Грега и Тима Хильдебрандтов, Анке Эйсманн и Джефа Мюррея. В радиопостановке «Хоббита» 1968 года Беорна озвучил Денис Готорн. В мультфильме «Хоббит» 1977 года и телеспектакле «Сказочное путешествие мистера Бильбо Беггинса, Хоббита» персонаж отсутствует.
В фильмах «Хоббит: Пустошь Смауга» и «Хоббит: Битва пяти воинств» роль Беорна исполнил шведский актёр Микаэль Персбрандт. Согласно концепции создателей фильма, внешний вид персонажа был реализован таким образом, чтобы в человеческом облике он имел некоторые «звериные» черты. Волосам придали сходство с лошадиной гривой, нос был видоизменён, став похожим на медвежий, а к зубам добавлены два «звериных» клыка. Рост персонажа в фильме — 8 футов (2,4 метра). Режиссёр Питер Джексон не хотел, чтобы внешность Беорна в животной форме полностью соответствовала настоящему медведю. В связи с этим дизайнеры создали концепт медведя с изменённым анатомическим строением и нетипичным способом передвижения. На спине появился горб, что придало ему сходство с диким кабаном. Первоначально предполагалось, что у медведя будут голубые глаза, как у актёра, однако в таком образе он выглядел недостаточно устрашающе. В итоге было решено, что у персонажа и в человеческой, и в медвежьей форме будут тёмно-карие глаза. С учётом того, что Беорн происходит из северных земель, его речи придали шведский акцент.
Дом Беорна довольно подробно описан в творчестве Толкина, однако в таком виде он повторяет архитектуру Медусельда — дворца короля Рохана в кинотрилогии «Властелин Колец». По словам Питера Джексона, в «Хоббите» необходимо было создать нечто иное, частично сохранив при этом авторское описание. В фильме дом имеет более простую архитектуру, больше основанную на деревенской усадьбе. Крыша здания покрыта дёрном подобно домам викингов. По примеру девонского длинного дома часть помещения предназначена для животных. Для оформления резьбы по дереву в интерьере дома были задействованы различные мотивы из скандинавской мифологии (дерево Иггдрасиль, вороны Хугин и Мунин, змей Нидхёгг), образ зелёного человека из средневекового искусства и традиционные орнаменты маори. При создании дизайна стула Беорна были взяты за основу троны викингов.
По мнению Мэттью Разака, обозревателя сайта Flixist.com, в фильме персонаж Беорна «кажется особенно потраченным впустую, и Персбрандт не даёт ему той значительности, которую он заслуживает». Рецензент Патрик Нэш высказал мнение, что сцене с его участием недостаёт чувства таинственности, которое было в книге и «делало её такой интересной при чтении». Критик портала NJ.com Стивен Уитти похвалил персонажа за впечатляющий внешний вид, а Джонатан Р. Лак положительно оценил актёрскую игру Микаэля Персбрандта. Валерия Жарова из газеты «Собеседник» раскритиковала спецэффекты в фильме, затронув, в частности, и медвежий облик Беорна. Борис Иванов, обозреватель сайта Film.ru, в рецензии на третий фильм критически отнёсся к решению режиссёра уделить Беорну всего несколько секунд экранного времени, назвав это «предательством персонажа».